# Батиста, Жарбас
Жарбас Батиста (порт.-браз. Jarbas Batista; 5 сентября 1913, Кампус-дус-Гойтаказис — неизвестно), в некоторых источниках Жарбас Баптиста (порт.-браз. Jarbas Baptista) — бразильский футболист, левый нападающий. Входит в десятку самых результативных игроков «Фламенго» за всю историю — 154 гола.

## Карьера
Жарбас начал карьеру в клубе «Кариока» в 1931 году. Год позже форвард дебютировал в составе сборной Бразилии в товарищеском матче с клубом «Андарахи», в котором национальная команда победила 7:2, а сам Жарбас забил последний гол. В следующем матче он помог сборной выиграть Кубок Рио-Бранко в матче со сборной Уругвая. Жарбас провёл с национальной командой еще две встречи, они также прошли в Уругвае в противостоянии с местными командами, и в обоих бразильцы одерживали победу. При этом в матче с «Пеньяролем» гол Жарбаса остался единственным. Форвард был одним из кандидатов на поездку на чемпионат мира 1934, но из-за конфликтов профессиональных и любительских лиг, часть клубов отказалась разрешать своим игрокам поездку на турнир, среди этих игроков оказался и Жарбас.
В 1933 году он перешёл в стан «Фламенго», в составе которого дебютировал 12 марта в матче с «Сан-Кристован» (0:2). 10 июня он забил первый мяч за клуб, поразив ворота «Флуминенсе» (3:1). Жарбас играл за клуб на протяжении 14-ти сезонов, проведя 381 матч и забив 154 гола, по другим данным 380 матчей (211 побед, 70 ночьих и 99 поражений) и забил 153 гола , входя в список 10 лучших бомбардиров за всю историю команды. С клубом он выиграл 4 титула чемпиона штата Рио-де-Жанейро и один турнир Рио-Сан-Паулу. Последний матч за «Фламенго» Жарбас сыграл 3 апреля 1946 года против «Сан-Кристована» (3:2), встречей с которым когда-то он начал карьеру во «Фла». В клубе он играл вместе с тремя лучшими нападающими «Менго» первой половины XX века, Артуром Фриденрайхом, Леонидасом, с которым прошли лучшие годы карьеры Жарбаса, и Зизиньо.
В 1948 году Жарбас недолго был главным тренером «Фламенго».

## Международная статистика
| Матчи Жарбаса за сборную Бразилии | Матчи Жарбаса за сборную Бразилии | Матчи Жарбаса за сборную Бразилии | Матчи Жарбаса за сборную Бразилии | Матчи Жарбаса за сборную Бразилии | Матчи Жарбаса за сборную Бразилии | Матчи Жарбаса за сборную Бразилии |
| --------------------------------- | --------------------------------- | --------------------------------- | --------------------------------- | --------------------------------- | --------------------------------- | --------------------------------- |
| №                                 | Дата                              | Место проведения                  | Оппонент                          | Счёт                              | Голы                              | Турнир                            |
| 1                                 | 27 ноября 1932                    | Рио-де-Жанейро                    | Андарахи                          | 7:2                               | 1                                 | Товарищеский матч                 |
| 2                                 | 4 декабря 1932                    | Монтевидео                        | Уругвай                           | 2:1                               | —                                 | Кубок Рио-Бранко                  |
| 3                                 | 8 декабря 1932                    | Монтевидео                        | Пеньяроль                         | 1:0                               | 1                                 | Товарищеский матч                 |
| 4                                 | 11 декабря 1932                   | Монтевидео                        | Насьональ (Монтевидео)            | 2:1                               | 1                                 | Товарищеский матч                 |

## Достижения
- Обладатель Кубка Рио-Бранко: 1932
- Чемпион штата Рио-де-Жанейро: 1939, 1942, 1943, 1944
- Победитель Рио-Сан-Паулу: 1940